# Tergestia acuta
Tergestia acuta är en plattmaskart. Tergestia acuta ingår i släktet Tergestia och familjen Fellodistomatidae. Inga underarter finns listade i Catalogue of Life.